# ロバート・ウォーカー (財務長官)
ロバート・ジョン・ウォーカー（Robert John Walker、 1801年7月19日 - 1869年11月11日）は、アメリカ合衆国の経済学者、政治家。ジェームズ・ポーク大統領の下で第18代アメリカ合衆国財務長官を務めた。

## 生涯

### 青年期
1801年、ウォーカーはペンシルベニア州ノーサンバーランドにおいて、裁判官の息子として誕生した。ウォーカーは1819年にペンシルベニア大学を首席で卒業し、1821年にピッツバーグで弁護士の認可を受けた。ウォーカーは間もなくミシシッピ州へ移住し、1822年から1826年まで弁護士業を開業した。ウォーカーは弟のダンカン・ウォーカーとともに弁護士業で財を蓄え、綿花、土地、奴隷などを対象に投機を行った。

### 上院議員時代
ウォーカーは民主党の連邦主義者として、1836年から1845年までアメリカ合衆国上院議員を務めた。ウォーカーは連邦法無効論の急先鋒であり、政治的な注目を集めた。また熱烈な拡張論者でもあり、1837年にメキシコから独立したテキサス共和国を承認し、1845年のテキサス併合にも賛成した。
1844年、ウォーカーは大統領選挙においてジェームズ・ポークを予備選挙の段階から支持し、ポークの大統領当選に貢献した。

### 財務長官時代
1845年、ポークが大統領に就任すると、ポークはウォーカーを財務長官に指名した。ウォーカーはポークの任期満了となる1849年まで財務長官を務め、最も有力な閣僚として世間から認識された。
ウォーカーは財務長官として、米墨戦争の財源を工面し、アメリカ合衆国内務省の設立計画書を起草した。また独立国庫制度の構想を支持した一方で、合衆国銀行の設立には反対の立場をとった。
ウォーカーの最大の業績は、1845年12月3日に発表された財務報告書である。この報告書は自由貿易に対する批判を中心としており、1791年にアレクサンダー・ハミルトンが同様の批判を行った『製造業に関する報告書』よりはやや低い評価であるものの、それでもこの報告書は大きな反響を巻き起こした。翌1846年、ウォーカーはこの報告書に基づき、高い関税率を敷いたいわゆるウォーカー関税を施行した。

### 晩年

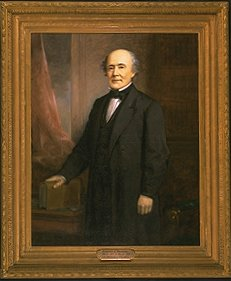
ロバート・ウォーカーの肖像画

1849年、ウォーカーはポーク大統領の任期満了に伴い財務長官を退任し、土地投機や採鉱業を中心とする事業を開始した。
ウォーカーは新たに合衆国に編入する州が独自に自由州となるか奴隷州となるかを決定できる1850年の妥協に反対の立場を表明したが、その後のスティーブン・ダグラスとの論争では高い支持を勝ち取った。1857年の春にはジェームズ・ブキャナン大統領からカンザス総督に任命されたが、同年11月にルコンプトン憲法に反対の意思を表明し、辞任した。しかしながら民主党からの党籍離脱はせず、いわゆるイングリッシュ法案に賛成した。ルコンプトン憲法に反対する民主党員の大部分がイングリッシュ法案に賛成票を投じたのは、ウォーカーの働きかけによるものであった。
ウォーカーは南北戦争において合衆国を支持した。ウォーカーは1863年から1864年まで合衆国の財務代理人としてヨーロッパ各国にアメリカ合衆国の財政基盤の頑健さを広報し、ドイツから2億5000万ドルを借り入れることに成功した。
ウォーカーは1864年にワシントンD.C.で弁護士業を開業した。そして1869年、ウォーカーはワシントンD.C.で死亡した。ウォーカーの遺体はオーク・ヒル墓地に埋葬された。